# Elyria (Ohio)

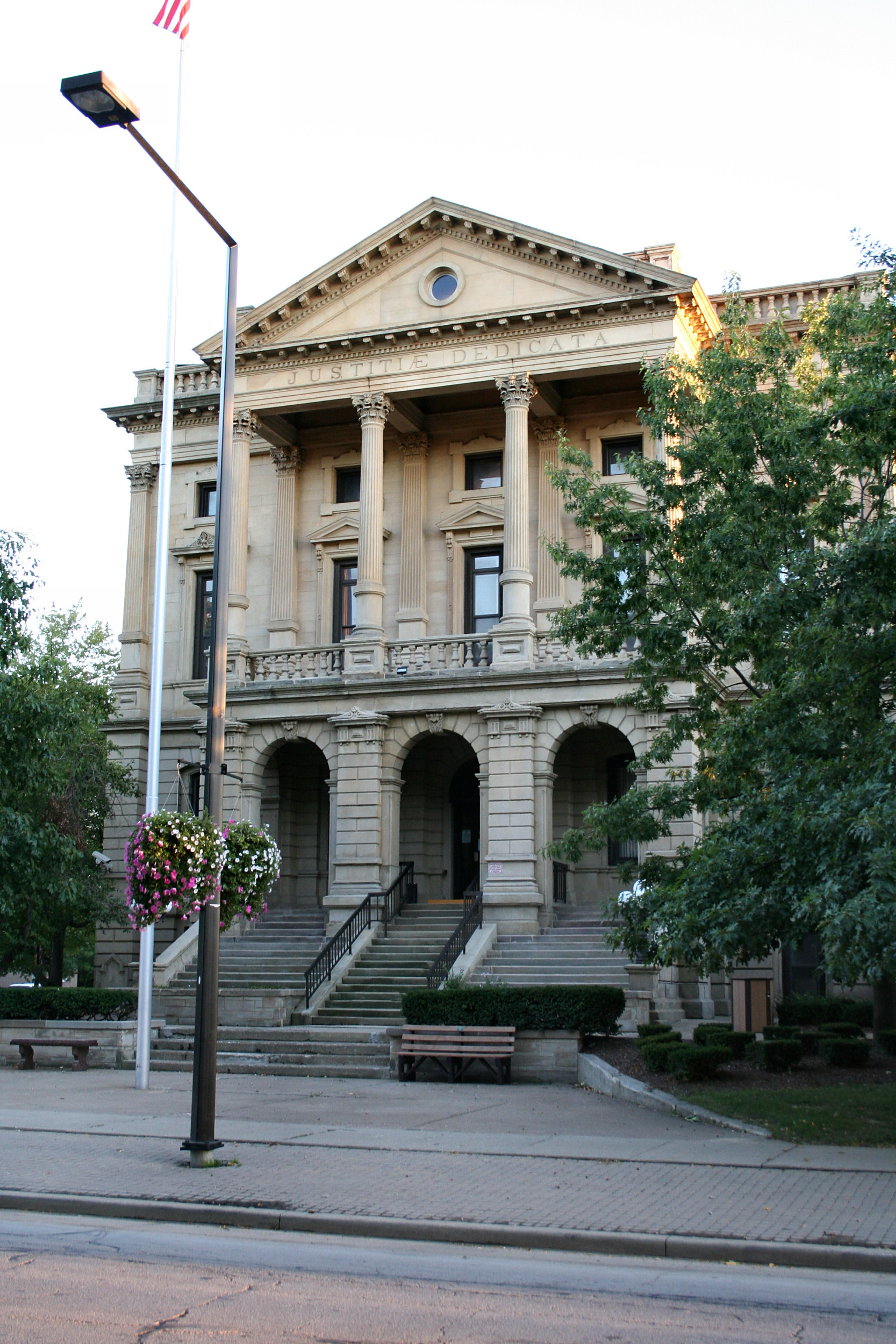
Altes Gerichtsgebäude in Elyria

Elyria ist eine City im Norden des US-amerikanischen Bundesstaates Ohio, unweit des Südufers des Eriesees am Black River und 38 km westsüdwestlich von Cleveland gelegen. Sie ist Verwaltungssitz (County Seat) des Lorain County und gehört zur Metropolregion Cleveland-Lorain-Elyria. Bei der Volkszählung 2020 hatte die Stadt eine Gesamtbevölkerung von 52.656.

## Geschichte
Elyria wurde 1817 von Herman Ely im nordöstlichen Ohio an der Gabelung des Black River gegründet. Der gegenwärtige Bürgermeister von Elyria ist Holly Brinda.

## Bildung
Die Stadt ist Sitz des Lorain County Community College. Neben der Elyria High School und der Westwood sowie der Northwood Junior High School gibt es noch neun Elementary Schools und die Eastern Heights Middle School in der Stadt.
Darüber hinaus gibt es noch konfessionelle Privatschulen wie die Elyria Catholic High School, die Open Door Christian Schools High und die First Baptist Christian High School.

## Persönlichkeiten
- Sherwood Anderson (1876–1941), Schriftsteller, lebte zeitweise mit seiner Familie in Elyria
- Keefe Brasselle (1923–1981), Schauspieler, übernahm 1953 die Titelrolle in dem Film The Eddie Cantor Story über Eddie Cantor
- James Kirkwood junior (1924–1989), Bühnenautor (A Chorus Line), absolvierte die Elyria High School
- Jackson C. Frank (1943–1999), Folk-Sänger und Songwriter
- Doug Gillard (* 1965 in Sandusky), Songwriter und Leadgitarrist der Band Guided by Voices
- Mark Povinelli (* 1971), Schauspieler
- Chad Szeliga (* 1976), Schlagzeuger der Band Breaking Benjamin; Sohn einer Musiklehrerin in Elyria, absolvierte die Elyria High School
- Tianna Madison (* 1985 in Elyria), Leichtathletin und Weltmeisterin von 2005 im Weitsprung
- Danny Noble (* 1989), American-Football-Spieler